# Zdobycie Dąbrówna (1410)

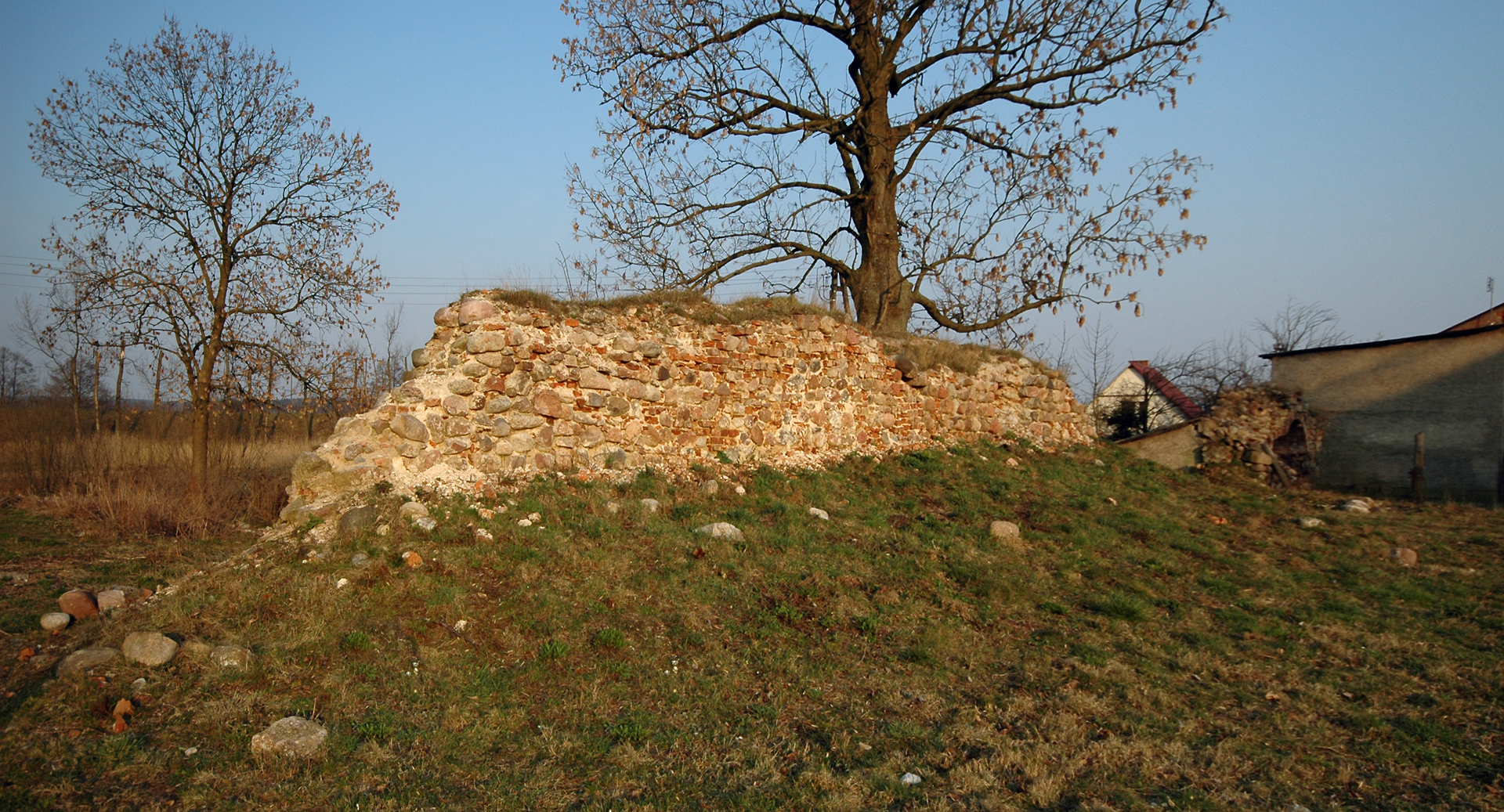
Ruiny zamku w Dąbrównie spalonego podczas zdobywania miasta w roku 1410

Zdobycie Dąbrówna – bitwa wojsk polsko-litewskich z wojskami krzyżackimi o Dąbrówno (niem. Gilgenburg), stoczona 13 lipca 1410 roku w czasie wielkiej wojny z państwem zakonu krzyżackiego.

## Geneza
5 lipca 1410 roku doszło do potyczki, w wyniku której pokonano krzyżacką załogę Świecia. Następnie do króla Jagiełły przybyli posłowie Zygmunta Luksemburskiego, którzy proponowali przeprowadzenie sądu polubownego z udziałem króla Węgier. Jagiełło postawił jednak twarde warunki w przewidywaniu, że Krzyżacy je odrzucą, co też uczynili. 7 lipca wojska polsko-litewskie zajęły Bądzyn, ujawniając tym samym, iż zmierzają w głąb terytorium państwa krzyżackiego. Pod Bądzynem zatrzymały się na dwa dni, po czym kontynuowały marsz i 9 lipca weszły na terytorium państwa zakonu krzyżackiego. 10 lipca sprzymierzeni wyruszyli ze swojego obozu pod Lidzbarkiem, pozostawiając w nim część sił. Po około 15 kilometrach marszu polskie rozpoznanie natknęło się na spore siły nieprzyjaciela, które obsadziły przeprawę nad Drwęcą pod Kurzętnikiem. Okazało się, że wielki mistrz zakonu krzyżackiego Ulrich von Jungingen rozpoczął pospieszną koncentrację swoich wojsk przez wycofanie ich spod Świecia i zdecydował się zorganizować linię obrony na rzece Drwęcy. Brody przez rzekę były ufortyfikowane przy pomocy palisad, a pobliski zamek w Kurzętniku wzmocniony. Po naradzie z powołaną radą wojenną, Jagiełło postanowił ominąć zastawioną pułapkę i obejść źródła Drwęcy od wschodu. Wojska sprzymierzonych wycofały się 11 lipca spod Kurzętnika i następnie przez Lidzbark i Działdowo (a ich część, prawdopodobnie oddziały litewskie i tatarskie, również przez Nidzicę) kontynuowały marsz w kierunku Malborka. 13 lipca siły sprzymierzonych dotarły do miasta Dąbrówna.

## Bitwa
Dąbrówno położone jest w wąskim przesmyku, między jeziorami Dąbrowa Wielka i Dąbrowa Mała. Oprócz obronnego położenia, w lipcu 1410 roku posiadało przyzwoite fortyfikacje i załogę dowodzoną przez braci-rycerzy zakonu krzyżackiego. Wojska polsko-litewskie, aby zgodnie z planem maszerować ku północy, musiały przejść przez przesmyk i zdobyć to niewielkie miasto.

Istnieją dwie wersje dotyczące tego, kto wydał rozkaz szturmu na Dąbrówno. W Kronice konfliktu nieznanego autora napisano, że król Jagiełło nakazał zdobyć miasto „pospolitemu ludowi”. Z kolei Jan Długosz w swoich Rocznikach czyli kronikach sławnego Królestwa Polskiego twierdzi, że stało się to bez rozkazu króla. Bitwa rozpoczęła się wieczorem 13 lipca 1410 roku i trwała trzy godziny. Jej szczegółowy przebieg znamy dzięki opisowi w Rocznikach Długosza (pisownia oryginalna): 

Odprawiwszy posła panów Węgierskich Frycza, Władysław król Polski w dzień Ś. Małgorzaty, po wysłuchaniu Mszy ś., zwinął obozy pod Działdowem. A wysławszy naprzód, dwiema godzinami wcześniej, pociągi wojenne i tabory, ruszył z wojskiem ku miasteczku Dąbrownu, które obwarowane murem i wieżycami, a w koło otoczone było jeziorem, po niemiecku zwane Gilgenburg. Tu zboczył nieco z drogi, i na równinach, o pół mili prawie od Dąbrowna, podle jeziora, które zowią Dąbrowskiém jeziorem, zatknął namioty. Słońce w tym dniu niezwykłym dopiekało skwarem. Gdy ku wieczorowi nieco ochłodło, wielu rycerzy z obozu królewskiego powybiegało dla obaczenia miasteczka Dąbrowna i przypatrzenia się jego położeniu. Ale załoga przysłana w to miejsce, obawiając się uderzenia na miasto, wystąpiła przeciw nim zbrojno, i wnet żwawe nastąpiło spotkanie; które w tak zaciętą urosło bitwę, że Polscy rycerze, poraziwszy nieprzyjacioł i zmusiwszy ich do odwrotu, gdy większa jeszcze liczba z obozów nadbiegła, sami, bez rozkazu króla, rzucili się na miasto i poczęli go dobywać.
Było to miasto nie tylko murem wysokim i grubym, wieżami i zasiekami do koła obwarowane, ale i położeniem samém silne: znaczną bowiem część jego oblewało jezioro, a w koło okrążały je mokradle i strugi, tak że lądem jeden tylko do niego był przystęp, a i ten wązki i ciasny, i głębokim rowem zamknięty. Powstał więc w obozie królewskim rozruch wielki: który posłyszawszy król Władysław, kazał przez podwojskiego wołać na rycerstwo Polskie, aby odstąpiło od miasta, z obawy, iżby przy jego dobywaniu nie poniosło klęski, i nie osłabiło sił potrzebnych do następnej bitwy. Młódź atoli ochocza, nie zważając na zakazy królewskie, zgromadzona w znacznej liczbie, podbiegła do szturmu, jakby już same losy wymierzyły tę nawałę na miasto. Ale i załoga miejska nie leniwo wzięła się do odporu: bijąc bowiem z dział, i waląc z murów opoki, broniła dzielnie przystępu. Gdy jednakże Polskich rycerzy nie mała była liczba, powskakiwali w jezioro, i dotarłszy do murów, jedni przez wyłomy i podkopy, drudzy zapomocą przystawionych drabin, usiłowali wedrzeć się do miasta. Jakoż w krótkiej chwili opanowali to miasto, napełnione mnogą ludnością płci obojej, zamożne w dostatki i bogactwa, przez długi czasu przeciąg w pokoju zbierane; do którego nadto szlachta i lud z kilku pobliższych powiatów wraz z swojemi schronili się byli majątkami. Wszystko to w zdobyczy zagarnęli zwycięzcy. Całe niemal wojsko królewskie, łupami rzeczonego miasteczka zbogacone, naładowało prócz tego wozy swoje ogromnemi zapasami żywności. Trudno bowiem wypowiedzieć, jak wielkie posiadało bogactwa i jak zasobne było w żywność to miasteczko. Jeszcze nie zabrano z niego wszystkich łupów, kiedy je naostatek podpalono. Wiele ludzi, którzy schronili się byli do kościoła, zginęło w pożarze. Kilka tysięcy obojej płci brańców zgarniono do obozów królewskich i oddano Władysławowi królowi. Znaczna także liczba padła pod mieczem, i prócz nie wielu, którzy w czółnach i łodziach dostali się na jezioro, nikt nie uszedł śmierci lub niewoli. Nie było tam względu na wiek, ani żadnej litości: Polacy wywarli na nich swoję srogość nie tak prawem wojny, jako raczej z nienawiści ku Krzyżakom, i zemsty za spustoszenie ziemi Dobrzyńskiej.
Gdy mistrz Pruski Ulryk dowiedział się od swoich szpiegów, że Władysław król Polski zdobył Dąbrowno i spalił, i z wojskiem ku Marienburgowi dążyć umyślił, wielką przejęty trwogą, postanowił dłużej nie odwlekać bitwy, i wszystkie siły swoje wyprowadzić do boju. Ruszył więc jak najspieszniejszym pochodem w celu uderzenia na obozy królewskie. Równym i komturowie i Krzyżacy wszyscy zapłonęli w sercach gniewem, zważając w jaką popadli niedolę, i uczuwając z sromotą, że gdy dawniej Pomorze, Kujawską i Dobrzyńską ziemię wraz z ich zamkami popodbijali orężem i pod swoję zagarnęli władzę, gdy połowę królestwa Polskiego zagrzebali w popiele, teraz odwrotną koleją, patrzeć musieli na spustoszenie Prus, pożogi i łupiestwa miast i zamku Marienburga bliskie oblężenie.

Dalej Długosz napisał że dzień po bitwie 14 lipca, Jagiełło pozostał w spalonym Dąbrównie, aby pozbierać pochowane po dołach i piwnicach łupy oraz żywność i zająć się jeńcami pojmanymi w mieście. Zatrzymał braci-rycerzy, szlachtę i ziemian oraz zwolnił wszystkich mieszczan, lud wiejski i kobiety, bez względu na stan i wiek. Dodatkowo zalecił nad nimi straż, aby żaden z rycerzy wypuszczonym z niewoli nie wyrządził jakiejkolwiek krzywdy. Wieczorem król zapowiedział marsz na dzień następny i nakazał rycerzom odpocząć, aby byli gotowi wyruszyć przed świtem. 15 lipca 1410 roku doszło do bitwy pod Grunwaldem.